# ブクリジン
ブクリジン(Buclizine)は、ピペリジン誘導体の抗ヒスタミン薬及び抗コリン薬である。メクリジンに似た制吐薬になると考えられている。
イギリスでは、McNeil Consumer Healthcareが偏頭痛の患者向けに市販するMigraleve錠に含まれる3つの成分の1つである。